# William Cowper (1er comte Cowper)
Pour les articles homonymes, voir William Cowper (homonymie) et Cowper.
William Cowper, 1er comte Cowper (24 juin 1665-Panshanger, 10 octobre 1723), est un homme politique britannique.

## Biographie
Avocat, membre du parlement sous Guillaume III d'Orange-Nassau, il devient grand chancelier d'Angleterre en 1705 sous le règne de la reine Anne.
Cowper est un des éléments majeurs de l'union législative de l'Angleterre et de l'Écosse, défend Marlborough dont il veut partager la disgrâce en 1710 et est en fonction sous George Ier jusqu’en 1718.